# Misplaced Childhood
Misplaced Childhood – trzeci album zespołu Marillion, wydany pierwotnie w 1985 roku. W roku 1998 została wydana dwupłytowa (2 CD), zremasterowana wersja tego albumu. Ten concept album opowiada o dzieciństwie i jego wpływach na dorosłego człowieka. Utwór Kayleigh stał się międzynarodowym przebojem. Nazwa wzięła się od poprzedniej dziewczyny Fisha, Kay Lee i o niej jest ta piosenka.
Album na początku miał mieć tylko dwa utwory, umieszczone na stronach A i B, później zrezygnowano z tego pomysłu.

## Lista utworów
Opracowano na podstawie materiału źródłowego.
1. Pseudo Silk Kimono (2:14)
2. Kayleigh (4:03)
3. Lavender (2:25)
4. Bitter Suite (7:56)
5. Heart of Lothian (4:02)
6. Waterhole (Expresso Bongo) (2:13)
7. Lords Of The Backstage (1:52)
8. Blind Curve (9:29)
9. Childhoods End? (4:33)
10. White Feather (2:25)

| Płyta dodatkowa. Edycja zremasterowana |
| --- |
| 1. Lady Nina (Extended 12" Version) (5:50) 2. Freaks (Single version) (4:08) 3. Kayleigh (Alternative Mix) (4:03) 4. Lavender Blue (Lavender Remix) (4:22) 5. Heart of Lothian (Extended Mix) (5:54) 6. Pseudo Silk Kimono (Demo) (2:11) 7. Kayleigh (Demo) (4:06) 8. Lavender (Demo) (2:37) 9. Bitter Suite (Demo) (2:54) 10. Lords of the Backstage (Demo) (1:46) 11. Blue Angel (Demo) (1:46) 12. Misplaced Randezvous (Demo) (1:56) 13. Heart of Lothian (Demo) (3:49) 14. Waterhole (Expresso Bongo) (Demo) (2:00) 15. Passing Strangers (Demo) (9:17) 16. Childhoods End? (Demo) (2:23) 17. White Feather (Demo) (2:18) |

## Twórcy
Opracowano na podstawie materiału źródłowego.

- Fish – śpiew
- Steve Rothery – gitara
- Pete Trewavas – gitara basowa
- Mark Kelly – keyboard
- Ian Mosley – perkusja
- Chris Kimsey – produkcja
- Julie Hazelwood – oprawa graficzna
- Mark Wilkinson – ilustracje
- Mark Freegard – inżynieria dźwięku
- Chris Kimsey – miksowanie
- Thomas Steihmler – realizacja nagrań

## Pozycje na listach
| Lista         | Kraj              | Pozycja |
| ------------- | ----------------- | ------- |
| OLiS          | Polska            | 48      |
| Billboard 200 | Stany Zjednoczone | 47      |